# ريك ومورتي (الموسم الثالث)
الموسم الثالث من ريك ومورتي مسلسل رسوم متحركة كوميدي أمريكي عرض في الولايات المتحدة في فقرة البرامج المسائية لشبكة كارتون نتورك على قناة ادلت سويم . عرضت الحلقة الأولى من الموسم الثالث في 1 أبريل، 2017 واعيد عرض الحلقة كل نصف ساعة من الساعة 8 مساءاً حتى 12 صباحاً في فقرة كذبة أبريل السنوية لقناة ادلت سويم، كما بثت الحلقة على الموقع الألكتروني لقناة ادلت سويم. بدأ عرض حلقات الموسم الثالث في 30 يوليو 2017. وتألف من عشر حلقات.

## الشخصيات

### شخصيات رئيسية
- ريك سانشيز (صوت؛ جستن رويلاند[3]) – عالم مدمن على الكحول، والد بيث وجد مورتي وسمر
- مورتي سميث (صوت؛ جستن رويلاند[3]) – حفيد ريك المراهق ذو الرابعة عشرة دائماً ما يشارك جدهُ ريك في مغامراته
- بيث سميث (صوت؛ سارة تشالك[3]) – ابنة ريك، زوجة جيري ووالدة كل من مورتي وسمر
- جيري سميث (صوت؛ كريس بارنيل[3]) – والد مورتي وسمر وزوج بيث
- سمر سميث (صوت؛ سبينسر غرامر[3]) – اخت مورتي الكبرى

## الحلقات
طالع أيضاً: قائمة حلقات ريك ومورتي
| التسلسل الإجمالي | تسلسل الموسم | عنوان الحلقة "بالإنجليزية"                | إخراج            | كتابة                    | تاريخ العرض    | عدد المشاهدين (بالمليون) |
| ---------------- | ------------ | ----------------------------------------- | ---------------- | ------------------------ | -------------- | ------------------------ |
| 22               | 1            | «The Rickshank Rickdemption»              | خوان ميسا ليون   | مايك مكماهان             | 1 أبريل 2017   | 0.68                     |
| 23               | 2            | «Rickmancing the Stone»                   | دومينيك بولتشينو | جين بيكر                 | 30 يوليو 2017  | 2.86                     |
| 24               | 3            | «Pickle Rick»                             | انثوني تشان      | جيسيكا غاو               | 6 أغسطس 2017   | 2.31                     |
| 25               | 4            | «Vindicators 3: The Return of Worldender» | برايان نيوتن     | ساره كاربنر وإريكا روزبي | 13 أغسطس 2017  | 2.66                     |
| 26               | 5            | «The Whirly Dirly Conspiracy»             | خوان ميسا ليون   | رايان رايدلي             | 20 أغسطس 2017  | 2.29                     |
| 27               | 6            | «Rest and Ricklaxation»                   | انثوني تشان      | توم كوفمان               | 27 أغسطس 2017  | 2.47                     |
| 28               | 7            | «Ricklantis Mixup»                        | غ/م              | غ/م                      | 10 سبتمبر 2017 | غ/م                      |
| 29               | 8            | «Morty's Mind Blowers»                    | غ/م              | غ/م                      | 17 سبتمبر 2017 | غ/م                      |
| 30               | 9            | «The ABC's of Beth»                       | غ/م              | غ/م                      | 24 سبتمبر 2017 | غ/م                      |
| 31               | 10           | «The Rickchurian Mortydate»               | غ/م              | غ/م                      | 1 أكتوبر 2017  | غ/م                      |

## الإستقبال
حصل الموسم الثالث من المسلسل على إستحسان المتابعين والنقاد، وحصل على تقييم طازج 100% على موقع الطمام الفاسدة.

## وصلات خارجية
- ريك و مورتي 3 على موقع ميتاكريتيك (الإنجليزية)
- ريك و مورتي 3 على موقع روتن توميتوز (الإنجليزية)

- قائمة حلقات ريك ومورتي  على قاعدة بيانات الأفلام على الإنترنت